# Jardim Constantino
O Jardim Constantino é um jardim em Lisboa, na freguesia de Arroios.
O seu nome é uma homenagem a Constantino José Marques de Sampaio e Melo, um dos maiores floristas de Portugal, conhecido por Rei dos Floristas.
Possui um lago com fontanário, um parque infantil, um quiosque e duas árvores classificadas como sendo de Interesse Público: uma Melaleuca styphelioides Smith, vulgo árvore-papel, uma árvore única em Lisboa, e uma figueira-australiana. Possui também, num dos seus canteiros, uma estátua de Prometeu.
O jardim encontra-se delimitado pela Rua Passos Manuel, Rua do Mindelo, Rua José Estêvão e Rua Pascoal de Melo, com paragens de autocarro das carreiras 706 e o 726 da Carris.